# Алатский район
Алатский район (тума́н; узб. Olot tumani / Олот тумани) — район в Бухарской области Узбекистана. Административный центр — город Алат.

## История
Алатский район был образован 13 февраля 1943 года из 5 сельсоветов Каракульского района. В 1962 году он был упразднён, а в 1973 году восстановлен.

## Административно-территориальное деление
По состоянию на 1 января 2011 года, в состав района входят:
Город районного подчинения
1. Алат.

8 городских посёлков:
1. Бурибек Чандир,
2. Ганчи Чандир,
3. Кесакли,
4. Киртай,
5. Сола Коровул,
6. Талкон Сайёт,
7. Узбекистан,
8. Човдур.

10 сельских сходов граждан:
1. Бахористон,
2. Гулистон,
3. Денау,
4. Джумабазар,
5. Кирлишон,
6. Пахтакор,
7. Соин-Коровул,
8. Талкансаят,
9. Чандир,
10. Чарбаг.